# دائرة حرارة
دائرة حرارة هي إحدى دوائر إقليم آسفي، التابع لجهة مراكش آسفي، المملكة المغربية. تضم الدائرة 6 جماعات قروية، وبلغ عدد سكانها 96494 فرداً سنة 2004 حسب الإحصاء الرسمي للسكان والسكنى. يتبع للدائرة 20 مشيخة و297 دوار.

## التقسيمات الإداريّة
تعتبر دائرة حرارة إحدى الدوائر المشكّلة لإقليم آسفي، وهو التقسيم الإداري من المستوى الرابع المعتمد في المغرب. ينقسم إقليم آسفي إلى 21 جماعات قروية تختلف من حيث السكان والمساحة، والتي بدورها تنقسم إلى مشيخات تضم عدداً من الدواوير.